# The Saga Continues…
The Saga Continues… — третий студийный альбом американского рэпера Puff Daddy, выпущенный 10 июля 2001 года на лейбле Bad Boy Records.
Это единственный студийный альбом, выпущенный Шоном Комбсом под именем P. Diddy, и последний студийный альбом совместного проекта Bad Boy Entertainment с Arista Records (его альбом ремиксов We Invented The Remix был последним общим альбомом с Arista).
Альбом в основном был спродюсирован Sean «P. Diddy» Combs, Mario «Yellow Man» Winans и Harve «Joe Hooker» Pierre, а также The Neptunes, Buckwild, Yogi, Megahertz Music Group, Robert Ross, Ayinde, Mike «Punch» Harper, Spike Leroy, Jamal Rasheed, Steven «Loss Spirits» Dorsain, The Natural, Coptic, D. Trotman, Bristal, Mark Curry и Bink. В записи альбома приняли участие рэперы G. Dep, Black Rob, Loon, Mark Curry, The Neptunes, Eightball, MJG, Big Azz Ko, Kain, Bristal, Kokane, The Hoodfellaz, а также R&B-исполнители Faith Evans, Marsha, Cheri Dennis, Lo & Jack, Mario Winans и Carl Thomas.
The Saga Continues… имел значительный коммерческий успех, дебютировав под номером два в чарте Billboard 200 и под номером 83 в чарте Top R&B/Hip Hop Albums, но уже через неделю занял второе место. По данным Soundscan, за первую неделю было продано 186 тысяч копий альбома.
Три сингла из альбома попали в чарты американского журнала Billboard: «Let’s Get It», «Bad Boy for Life» и «Diddy». «Bad Boy for Life» и «Diddy» также стали успешными в чарте UK Singles Chart в Великобритании. «Bad Boy for Life» был номинирован на премию «Грэмми» за лучшее рэп-исполнение дуэтом или группой на 44-й церемонии вручения премий «Грэмми» в 2002 году.

## Приём критиков
| Оценки критиков      | Оценки критиков |
| Источник             | Оценка          |
| -------------------- | --------------- |
| AllMusic             | [ 10 ]          |
| Entertainment Weekly | C               |
| HipHopDX.com         | [ 12 ]          |
| Los Angeles Times    | [ 13 ]          |
| RapReviews.com       | 6.5/10          |
| Robert Christgau     | [ 15 ]          |

Джейсон Бирчмейер из AllMusic дал альбому три звезды из пяти, указав на отсутствие звёзд со стороны как на положительную сторону альбома.

Приятно видеть, что Комбс остался дома для этого альбома, а не собирал разрозненный список лучших из лучших, как он это делал на Forever. Это решение помогает придать альбому более целостный вид, так как это члены семьи, к тому же часто дерзкий продакшн время от времени делает этот альбом впечатляющим... Когда его окружает его команда, он хорош, хотя вы бы хотели, чтобы он мог так же хорошо читать рэп, как и другие талантливые рэперы.

HipHopDX дал альбому четыре звезды из пяти, указав на то, что P. Diddy слабоват как рэпер.

Что ж, очевидным недостатком последнего релиза лейбла Bad Boy является то, что Мистер Комбс создал своё личное зло и узнаваемый недостаток. По большей части, P. Diddy, похож на другого продюсера Timbaland'а, поскольку его лирическое флоу и темп не являются его лучшими атрибутами и показаны на некоторых заслуживающих внимания треках. Дидди демонстрирует эти несоответствия на треках «Lonely» и «If You Want This Money». Другие прискорбные показы - «Child Of The Ghetto» и «Roll With Me».

Сорен Бейкер из Los Angeles Times дал альбому три звезды из четырёх, указав на частое отсутствие самого Шона Комбса в некоторых треках альбома.

Несмотря на статус хедлайнера в проекте, P. Diddy даже не появился на нескольких треках, включая мрачное «Can’t Believe», в котором противники Фэйт Эванс и Карл Томас противостоят друг другу в любовной тематике, и семлируется унылый «Phone Tap» Доктора Дре.

Стив Джуон из RapReviews.com дал альбому шесть с половиной звёзд из десяти, указав на отсутствие весомых гостевых участий на альбоме.

Даже несмотря на то, что многие люди не рассматривают Паффи как рэпера из-за его голоса и его флоу, есть много материала, который вы просто не можете ненавидеть. Одна вещь, которая удивляет в этом альбоме, — это минимальное количество рэп-коллег, которых мы привыкли ожидать от Комбса — никаких Jay-Z, Busta Rhymes, Redman, Nas или Twista. Несмотря на это, этот альбом в целом оценивается по рэперам из Bad Boy, которые внесли свой вклад (G. Dep, Loon, Mark Curry, Black Rob) весьма эффективно.

Дэвид Браун из Entertainment Weekly присвоил альбому «C», указав на частое присутствие на альбоме отсылки к недавнему судебному процессу Комбса.

Недавняя стычка Комбса с обвинениями во владении оружием и взяточничестве может быть его лучшим непреднамеренным шагом в карьере. Судебный процесс, в котором он был признан невиновным — в то время как его оружейный протеже и трагическая поп-фигура Shyne отправился прямо в тюрьму - превратил Комбса в то, кем он хотел быть на альбоме «Forever»: рэп-магнатом, преследуемым системой. Хотя «Saga» не является строго альбомом Комбса, так как на нём представлены артисты его лейбла, которые выступают вместе с ним и сами по себе, его повторяющаяся тема - судебный процесс Комбса. На «Let’s Get It», он объявляет себя «не виновным»; в «The Last Song» он злорадствует: «Нет доказательств, нет обвинения в хранении». Произнесённые слова «Ничто не остановит меня сейчас» показывает, как он произносит в своей невнятной манере слова о «стольких препятствиях, стольких безнадёжных днях» и «стольких многих людях, работающих против него». «That’s Crazy», который находит его оборонительным («У них хватило смелости сказать, что у меня был пистолет / В течение 12 лет мне пришлось бежать»), дерзким («Я убил их обаянием / Да, похоже, в этом не было ничего плохого»), и чувствующим себя довольным своей победой («Нью-Йорк никогда не выглядел таким красивым»). «I Need a Girl (To Bella)» и восхваляет его роман с Дженнифер Лопес («Как мы привыкли сводить с ума весь город / Чёрт, я бы хотел, чтобы у тебя был ребёнок от меня») и тонко намекает на то, почему это закончилось (ему нужна девушка, которая «пойдёт в суд для него»).

## Список композиций
| №                   | Название                                                                            | Автор(ы) | Продюсер(ы) | Длительность |
| ------------------- | ----------------------------------------------------------------------------------- | --- | --- | ------------ |
| 1.                  | «The Saga Continues» (P. Diddy, G. Dep, Black Rob & Loon)                           | A. Parsons C. Hawkins E. Woolfson J. Graham R. Ross T. Coleman | Yogi, Sean «P. Diddy» Combs, Mario «Yellow Man» Winans, Harve «Joe Hooker» Pierre (vocal), DJ Khaled (scratches)                              | 3:52         |
| 2.                  | «Bad Boy For Life» (P. Diddy, Black Rob & Mark Curry)                               | D. Wesley D. Goss J. Fischer M. Curry R. Ross | Megahertz Music Group, Harve «Joe Hooker» Pierre (vocal)                                                                                      | 4:13         |
| 3.                  | «Toe Game (Interlude)» (Black Rob & P. Diddy)                                       | | Robert Ross | 1:06         |
| 4.                  | «That’s Crazy» (Black Rob, P. Diddy & G. Dep)                                       | R. Ross T. Coleman A. Bomani H. Pierre D. Angelettie H. Williams M. Johnson                                                                                                | Ayinde, Sean «P. Diddy» Combs (co-producer), Mario «Yellow Man» Winans (co-producer), Harve «Joe Hooker» Pierre (vocal)                       | 4:07         |
| 5.                  | «Let’s Get It» (Three The...)                                                       | T. Coleman J. Graham R. Ross A. Green M. Hodge | Yogi, Mario «Yellow Man» Winans, Harve «Joe Hooker» Pierre (vocal), Bobby Springsteen (vocal)                                                 | 4:16         |
| 6.                  | «Shiny Suit Man» (P. Diddy)                                                         | S. Combs | Sean «P. Diddy» Combs | 1:06         |
| 7.                  | «Diddy» (P. Diddy featuring The Neptunes)                                           | S. Combs C. Hawkins P. Williams C. Hugo L. Parker E. Barrier W. Griffin | The Neptunes | 3:55         |
| 8.                  | «Blast Off» (G. Dep, Mark Curry & Loon)                                             | T. Coleman M. Curry C Hawkins M. Harper | Mike «Punch» Harper, Harve «Joe Hooker» Pierre (vocal)                                                                                        | 3:41         |
| 9.                  | «Airport (Interlude)»                                                               | | Sean «P. Diddy» Combs, Mario «Yellow Man» Winans                                                                                              | 0:28         |
| 10.                 | «Roll With Me» (Eightball, P. Diddy & MJG featuring Faith Evans)                    | A. Shropshire C. Camero F. Evans J. Rye J. Cain M. Curry M. Goodwin M. Jamison M. Jones P. Smith S. Leroy                                                                  | Spike Leroy, Jamal Rasheed, Mario «Yellow Man» Winans, Harve «Joe Hooker» Pierre (vocal)                                                      | 4:53         |
| 11.                 | «On Top» (P. Diddy & Loon featuring Marsha)                                         | S. Combs M. Winans C. Hawkins S. Dorsain M. Morrison T. Gibson | Steven «Loss Spirits» Dorsain, Sean «P. Diddy» Combs (co-producer), Mario «Yellow Man» Winans (co-producer)                                   | 3:58         |
| 12.                 | «Where’s Sean?» (P. Diddy, Big Azz Ko, Black Rob, Kain, Loon, Mark Curry & Bristal) | M. Winans S. Combs T. Gibson R. Ross K. Cioffe C. Hawkins D. Christo M. Curry J. Fisher H. Last                                                                            | Sean «P. Diddy» Combs, Mario «Yellow Man» Winans, The Natural                                                                                 | 5:06         |
| 13.                 | «Child Of The Ghetto» (G. Dep)                                                      | T. Coleman D. Trottman E. Matlock | Coptic, D. Trotman, Harve «Joe Hooker» Pierre (vocal)                                                                                         | 3:43         |
| 14.                 | «Incomplete (Interlude)» (P. Diddy & Cheri Dennis)                                  | C. Broady J. Barrows N. Myrick N. Ashford S. Combs T. Burton T. Coleman T. Smith V. Simpson                                                                                | Harve «Joe Hooker» Pierre | 0:58         |
| 15.                 | «So Complete» (Cheri Dennis)                                                        | M. Winans S. Combs M. Jones A. Best S. Blair C. Dennis C. Reid | Buckwild, Sean «P. Diddy» Combs (co-producer), Mario «Yellow Man» Winans (co-producer), Harve «Joe Hooker» Pierre (vocal), Paul Logus (vocal) | 3:37         |
| 16.                 | «Smoke (Interlude)» (P. Diddy)                                                      | | Sean «P. Diddy» Combs, Mario «Yellow Man» Winans                                                                                              | 0:16         |
| 17.                 | «Lonely» (P. Diddy, Kain, Mark Curry & Kokane)                                      | M. Winans S. Combs K. Cioffe M. Curry J. Long | Sean «P. Diddy» Combs, Mario «Yellow Man» Winans                                                                                              | 3:59         |
| 18.                 | «I Need A Girl (To Bella)» (P. Diddy, Loon, Mario Winans, Lo & Jack)                | S. Combs J. Knight M. Jones E. Matlock R. Kreinar | Coptic | 4:12         |
| 19.                 | «Nothing’s Gonna Stop Me Now (Interlude)» (Faith Evans, Mario Winans & P. Diddy)    | | Sean «P. Diddy» Combs, Mario «Yellow Man» Winans, Harve «Joe Hooker» Pierre (vocal)                                                           | 2:24         |
| 20.                 | «If You Want This Money» (P. Diddy, G. Dep & The Hoodfellaz)                        | C. Moss D. Goss J. Weaver Jr. J. Knight J. Graham K. Herbert M. Jones Ronald Smith T. Gibson T. Coleman                                                                    | Yogi | 3:59         |
| 21.                 | «I Don’t Like That (Interlude)» (Bristal & Mark Curry)                              | | Bristal, Mark Curry | 1:04         |
| 22.                 | «Back For Good Now» (P. Diddy, Black Rob, Loon & Cheri Dennis)                      | C. Hawkins C. Mangione D. Taylor D. Christo E. Archer H. Thompson J. Hill J. Knight Kirk Robinson M. Jones Nat Robinson P. Joyner R. McDonald R. Beavers R. Ross W. Salter | The Natural | 4:26         |
| 23.                 | «Can’t Believe» (Faith Evans featuring Carl Thomas)                                 | A. Young A. Cruz C. Taylor J. Knight J. Baxter M. Winans M. Jamison M. Jones N. Jones S. Combs                                                                             | Sean «P. Diddy» Combs, Mario «Yellow Man» Winans                                                                                              | 3:49         |
| 24.                 | «The Last Song» (P. Diddy, Mark Curry, Big Azz Ko & Loon)                           | C. Hawkins M. Curry R. Harrell S. Combs T. Gibson | Bink | 3:50         |
| 25.                 | «Thank You»                                                                         | | | 0:34         |
| Общая длительность: | Общая длительность:                                                                 | Общая длительность: | Общая длительность: | 77:16        |

Семплы
| - «The Saga Continues…» - «Sirius» — The Alan Parsons Project - «That’s Crazy» - «I Can Read Between The Lines» — Johnny Taylor - «Let’s Get It» - «Love and Happiness» — Эл Грин - «Diddy» - «Jimmy» — Boogie Down Productions - «Paid in Full» — Eric B & Rakim - «Roll With Me» - «One Thousand Finger Man» — J. Cain & C. Camero - «Where’s Sean?» - «Fantasy» — The James Last Band | - «So Complete» - «Like Running Water» — C. Reid - «Nothing’s Gonna Stop Me Now (Interlude)» - «Memories Are That Way» — Bill Withers - «If You Want This Money» - «P.S.K. What Does It Mean?» — Schoolly D - «Back For Good Now» - «The Children of Sanchez» — Chuck Mangione - «Jam on the Groove» — Ralph MacDonald - «Top Billinz» — Audio Two - «I Got It Made» — Special Ed - «Can’t Believe» - «Phone Tap» — The Firm |

### Еженедельные чарты
| Чарт (2001)                            | Высшая позиция |
| -------------------------------------- | -------------- |
| США (Billboard 200)                    | 2              |
| США (Billboard Top R&B/Hip-Hop Albums) | 2              |
| Австрия (Ö3 Austria)                   | 42             |
| Бельгия/Фландрия (Ultratop)            | 43             |
| Бельгия/Валлония (Ultratop)            | 30             |
| Великобритания (UK Albums Chart)       | 89             |
| Великобритания (UK R&B Chart) (OCC)    | 11             |
| Германия (Offizielle Top 100)          | 14             |
| Канада (Canadian Albums Chart)         | 19             |
| Нидерланды (Album Top 100)             | 85             |
| Франция (SNEP)                         | 52             |
| Швейцария (Schweizer Hitparade)        | 43             |

### Итоговые годовые чарты (альбом)
| Чарт (2001)                | Позиция |
| -------------------------- | ------- |
| Billboard 200              | 103     |
| Top R&B Albums (Billboard) | 45      |

### Синглы
| 2001 | «Let’s Get It» (Three The...: G. Dep, P. Diddy & Black Rob) | –  | 80 | 18 | 5  |
| 2001 | «Bad Boy for Life» (P. Diddy, Black Rob & Mark Curry)       | 13 | 33 | 13 | 5  |
| 2001 | «Diddy» (P. Diddy featuring The Neptunes)                   | 19 | 66 | 21 | 23 |

### Итоговые годовые чарты (синглы)
| Год  | Песня                                                       | Позиции в чартах            | Позиции в чартах                    | Позиции в чартах |
| Год  | Песня                                                       | Hot R&B Singles (Billboard) | Hot R&B/Hip-Hop Airplay (Billboard) |                  |
| ---- | ----------------------------------------------------------- | --------------------------- | ----------------------------------- | ---------------- |
| 2001 | «Let’s Get It» (Three The...: G. Dep, P. Diddy & Black Rob) | 89                          | –                                   |                  |
| 2001 | «Bad Boy for Life» (P. Diddy, Black Rob & Mark Curry)       | 74                          | 66                                  |                  |

## Сертификации

### Альбом
| Регион | Сертификация | Продажи |
| --- | ------------ | ------- |
| Великобритания (BPI) | Серебряный   | 60 000^ |
| Канада (Music Canada) | Золотой      | 50 000^ |
| * Данные о продажах приведены только на основе сертификации. ^ Данные о тиражах приведены только на основе сертификации. |              |         |

### Синглы
| Регион | Сертификация | Продажи  |
| --- | ------------ | -------- |
| Великобритания (BPI) · «Bad Boy for Life»                                                                                | Серебряный   | 200 000^ |
| * Данные о продажах приведены только на основе сертификации. ^ Данные о тиражах приведены только на основе сертификации. |              |          |

## Награды и номинации
За альбом The Saga Continues… P. Diddy был номинирован в категории «Лучший хип-хоп исполнитель» на церемонии MTV Europe Music Awards в 2001 году. Сингл из альбома, «Bad Boy for Life», был номинирован на премию «Грэмми» за лучшее рэп-исполнение дуэтом или группой на 44-й церемонии вручения премий «Грэмми» в 2002 году.
| Награда                 | Год  | Номинированная работа                                 | Категория                                | Результат |
| ----------------------- | ---- | ----------------------------------------------------- | ---------------------------------------- | --------- |
| MTV Europe Music Awards | 2001 | Sean 'Diddy' Combs                                    | Лучший хип-хоп исполнитель               | Номинация |
| Grammy Awards           | 2002 | «Bad Boy for Life» (P. Diddy, Black Rob & Mark Curry) | Лучшее рэп-исполнение дуэтом или группой | Номинация |